# Monty Roberts
Monty Roberts (14 de mayo de 1935), nacido Marvin Earl Roberts, es un empresario, escritor y entrenador de caballos estadounidense.
Experto en equitación, hípica y gran maestro de la doma natural. Conocido por su método llamado Unión ("Join-Up"), una técnica sin violencia que se usa para amansar, domar y entrenar caballos.
Contrajo matrimonio con Pat Burden, con quien crio cuarenta y siete hijos adoptivos más sus tres hijos naturales.
Obtuvo un doctorado honoris causa de la Universidad de Zúrich.
Es autor de varios DVD como: «Darse de alta», y de libros como «El hombre que escucha a los caballos», que cuenta con varias ediciones, y que vendió más de cinco millones de ejemplares. Estuvo un año en la lista de superventas del The New York Times.

## Libros
- 1997, El hombre que escucha a los caballos.[6][7]
- 1999, La unión.
- 2002, El sentido del caballo para las personas.[8]
- 2005, Los caballos de mi vida.[9][10]
- 2007, Pregunta Monty. 150 Problemas de caballos más comunes.[11]